# Pestișu Mic
Pestișu Mic – wieś w Rumunii, w okręgu Hunedoara, w gminie Pestișu Mic. W 2011 roku liczyła 191 mieszkańców.